# Philippe Durand (castellologue)
Pour les articles homonymes, voir Philippe Durand.
Philippe Durand, né le 10 juin 1956 à Montmorillon, mort le 17 juin 2021 à Mérignac, est un castellologue et historien de l'art du Moyen Âge.
Il a œuvré, à partir des années 1980, pour faire reconnaître la castellologie comme une spécialité à part entière dans le cursus d'Histoire de l'Art à l'université, puis en en publiant une présentation dans l’Encyclopaedia Universalis. Jusqu'en 2016, il était maître de conférences en Histoire de l'art du Moyen Âge à l'université Bordeaux-Montaigne et membre de l'équipe de recherche en castellologie du Centre d'études supérieures de civilisation médiévale de Poitiers (UMR 7302/CESCM).

## Biographie
Né le 10 juin 1956 à Montmorillon, dans la Vienne,,,,, Philippe Durand effectue des études d’Histoire de l’art à l’Université et au CESCM de Poitiers à partir de 1974. Il choisit l’histoire de l’art du Moyen Âge et plus particulièrement la castellologie comme spécialité. 
Il soutient en 1986 une thèse sur les châteaux de la baronnie de Montmorillon (Vienne) aux XIVe et XVe siècles. 
De 1980 à 1993, il est chargé de cours en Histoire de l’Art du Moyen Âge à l’université de Poitiers et fait entrer dans le cursus des études d’Histoire de l’art l’enseignement de la castellologie. À partir de 1989, il participe, en collaboration avec les Pr Piotr Skubiszewski et Marie-Thérèse Camus, à la direction de travaux de recherches dans sa spécialité. 
De 1986 à 1993, il est photothécaire du CESCM de Poitiers.
De 1993 à 2016, il est maître de conférences en Histoire de l'Art du Moyen Âge à l'Université Montaigne/Bordeaux 3 (aujourd’hui université Bordeaux-Montaigne). Il y poursuit l’œuvre Jacques Gardelles dans le domaine de la castellologie, et Bordeaux 3 est alors l’une des rares universités françaises où cette discipline est présente. Il y dirige des travaux, en collaboration avec le Professeur Jacques Lacoste. 
Il est chercheur associé du centre Léo Drouyn (art du Moyen Âge) de l'université de Bordeaux 3. 
Membre de l'UMR 6223 (devenue ultérieurement l’UMR 7302) du CESCM de Poitiers, il est, à la fin des années 1990, le cofondateur, avec Jean Mesqui, Nicolas Faucherre et Marie-Pierre Baudry, d’une équipe de recherche en castellologie (Fortification en pierre au Moyen Âge).
En 2001, alors que le terme « castellologie » est encore un néologisme, il le publie dans l’Encyclopaedia Universalis, ce qui permet une reconnaissance et une vulgarisation de la spécialité.
Il est décédé à Bordeaux le 18 juin 2021, après plus de vingt ans de combat contre une grave maladie.

## Thèmes de recherches

### Castellologie
Ce sont les châteaux et maisons fortes de la petite aristocratie qui font l’objet de ses premiers travaux dans les années 1980. Alors que les châteaux majeurs (ceux du roi, des princes de sang, des ducs et comtes) étaient principalement considérés, situation on ne peut plus logique dans la mesure où ces édifices sont les lieux de création où les meilleurs architectes et artistes sont employés, il fait alors œuvre de pionnier en considérant que la bonne connaissance d’une société implique aussi la considération de l’ensemble des constructions de ses élites. Il choisit pour illustrer son propos un microterritoire, la baronnie de Montmorillon (Vienne), et fait de l’étude des châteaux de cette région son sujet de thèse. Cette dernière, publiée sous une forme remaniée en 2017, est aujourd’hui considérée, ainsi que l'indique Hervé Mouillebouche, comme « l’une des thèses majeures de la castellologie française ».   
Il consacre ensuite de nombreuses monographies à des châteaux ou des maisons fortes. Il étudie, entre autres, Gençay, Angles-sur-l'Anglin, Bourg-Archambault, Poitiers, Moncontour (Vienne), Loches, Grillemont, Bagneux (Indre-et-Loire), Commequiers (Vendée), le Châtelet d'Angoulême, La Rochefoucauld (Charente), Blanquefort, Villandraut, Roquetaillade, Budos, Roquefort-en-Bazadais, Saint-Émilion (Gironde) [voir bibliographie ci-dessous].
Il introduit l’archéologie expérimentale dans ses considérations sur les éléments de tir. Avec la collaboration d’archers et d’arbalétriers, il organise des expérimentations de tir dans les châteaux de Castelnaud (Dordogne), Le Coudray-Salbart (Deux-Sèvres) et Budos (Gironde), et met en exergue des éléments nouveaux tels la différence entre la théorie et la réalité quant à la couverture des archères, et la pénétration des traits des attaquants par les fentes d’archère, ce qui implique un positionnement particulier des défenseurs.   
Il est associé au début du projet de Guédelon (Yonne) où un château est élevé selon les techniques du XIIIe siècle, chantier où l’échange entre castellologues et acteurs des différents corps de métier est d’un exceptionnel intérêt.

### La douleur culturelle par le biais de l'art
Philippe Durand est retenu par un autre thème de recherche : celui de la douleur dans l'art qui conduit à aborder la question de la douleur culturelle. Dans l’art chrétien du Moyen Âge, la représentation de la douleur évolue en fonction de nombreux paramètres (dogme, société, mentalité, sensibilité). L'exemple le plus significatif est celui du Christ dans la scène de la Crucifixion. Au Dieu-Homme du début du Moyen Âge, présenté comme triomphant de la mort, avec un corps droit et des yeux ouverts (la douleur est alors figurée, mais avec une codification, chez les témoins du supplice : la Vierge, saint Jean et les Saintes Femmes), succède au XIIIe siècle l'Homme-Dieu anéanti et sanguinolent sur la croix, un Dieu qui est dorénavant beaucoup plus proche des fidèles.
Ses travaux le conduisent à une collaboration avec le milieu médical, entre autres avec le Groupe Aquitaine Douleur (GAD) du CHR-CHU de Bordeaux, où il participe à des colloques, des groupes de travail et à de l'information. Cette approche pluridisciplinaire ouvre pour chaque parti des perspectives nouvelles.   

## Œuvres

### Castellologie

#### Livres
- Philippe Durand (dir. pour la partie médiévale), Châteaux, Manoirs et Logis : La Vienne, Niort, Association Promotion Patrimoine, Éditions Patrimoines et Médias, 1995[11].
- Le château fort, Paris, Éditions Jean-Paul Gisserot, 1999 (ISBN 978-2877474351)
- Petit Glossaire du Château du Moyen Âge, Bordeaux, Éditions Confluences, 2001.
- Guédelon, construire aujourd’hui un château du XIIIe siècle, Paris, Éditions Jean-Paul Gisserot, 2005 (réimpr. 2012).
- Les châteaux forts, Paris, Éditions Jean-Paul Gisserot, 2009.
- Petit vocabulaire du château du Moyen Âge, Bordeaux, Éditions Confluences, 2009.
- Le château fort (nouvelle édition revue et corrigée), Paris, Éditions Jean-Paul Gisserot, 2011.
- L’armement au Moyen Âge, t. 1 : Armes offensives individuelles, machines de guerre, Bordeaux, Éditions Confluences, coll. « Les petits vocabulaires de l’Histoire de l’art », 2012.
- L’armement au Moyen Âge, t. 2 : Défense individuelle, objet de parade, protection du cheval, tournois, Bordeaux, Éditions Confluences, coll. « Les petits vocabulaires de l’Histoire de l’art », 2013.
- Les châteaux au Moyen Âge en Pays Montmorillonnais, Montmorillon, Syndicat Mixte du Pays Montmorillonnais, 2013.
- Philippe Durand (4e de couverture Hervé Mouillebouche), Les châteaux de la baronnie de Montmorillon : Reconstruction castrale et modèles royaux et princiers à la fin du Moyen Âge, Chagny (Saône-et-Loire), Centre de castellologie de Bourgogne, 2017.